# Al-Musaddar
Al-Musaddar, en arabe : المُصَدّر, est un village du gouvernorat de Deir el-Balah en Palestine. Il est situé au sud  du camp de réfugiés palestiniens de Maghazi dans la bande de Gaza.
Selon le recensement du bureau central palestinien des statistiques, la localité compte une population de 2 587 habitants en 2017.